# Massimiliano Gonzaga

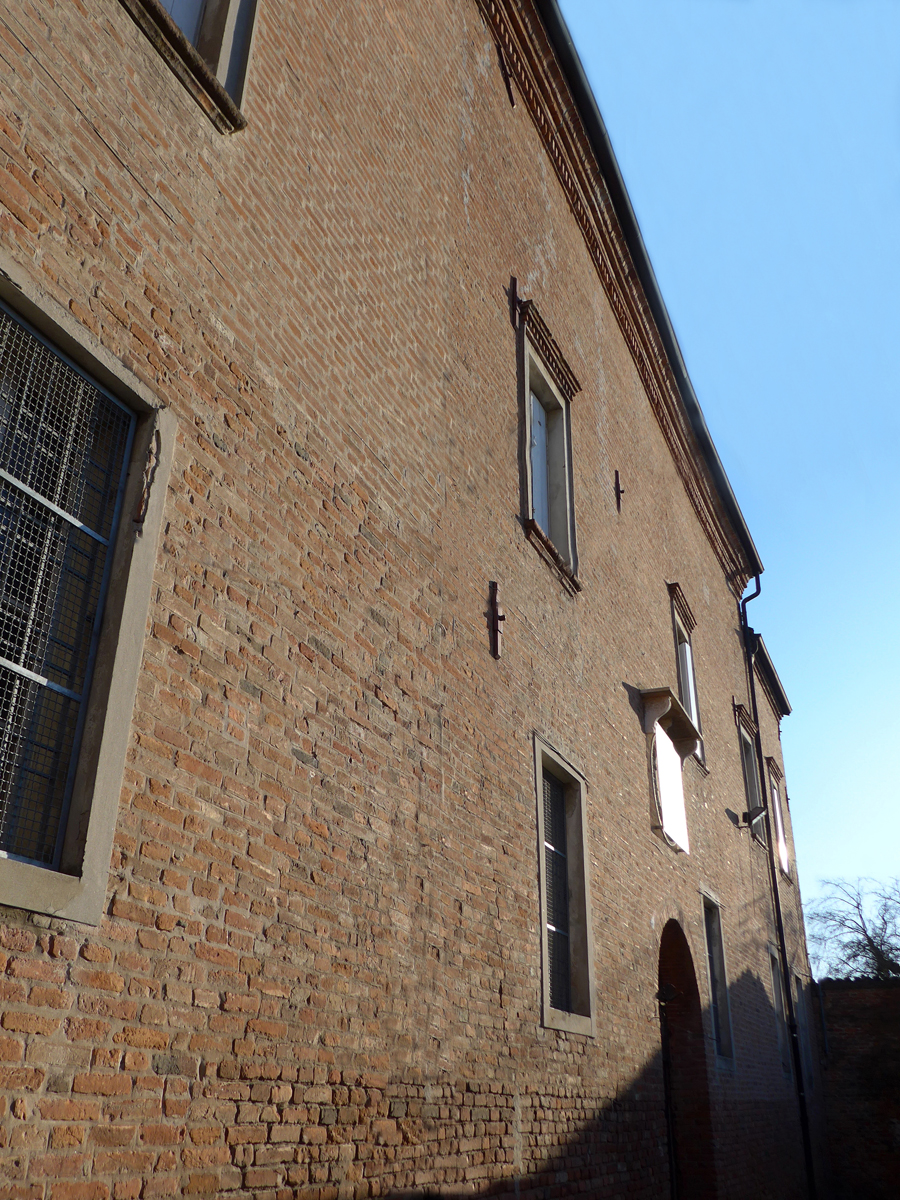
Luzzara, Palazzo della Macina

Massimiliano Gonzaga (Luzzara, 1513 – Luzzara, 4 marzo 1578) è stato un nobile italiano.

## Biografia
Massimiliano era figlio primogenito di Gianfrancesco Gonzaga e di Laura Pallavicino.
Dopo che suo padre aveva ottenuto l'introduzione a Luzzara, con decreto imperiale, dell'istituto della primogenitura, l'11 ottobre 1524 divenne erede feudo di Luzzara per abdicazione del padre stesso (le fonti consultate non attestano a chi fosse affidata la reggenza), ma dovette in seguito ingaggiare col fratello Rodolfo un'aspra disputa sulla consignoria del feudo.
La lite portò Massimiliano a vendere nel 1557 al duca di Mantova Guglielmo Gonzaga, che ambiva ad ampliare i confini dello stato, il feudo di Luzzara. I parenti di Massimiliano si opposero e costui riacquistò le sue terre alcuni anni più tardi.
Sposò (l'istromento dotale data al 1º maggio 1534) Caterina Colonna, figlia di Prosperetto Colonna, terzo duca di Marsi, e di Giulia Colonna dei signori di Palestrina.
Alla sua morte, nel 1578, l'amministrazione del feudo passò alla moglie.

## Discendenza
Massimiliano e Caterina ebbero quattro figli:
- Elisabetta (Isabella), sposò nel 1565 il conte Teodoro Thiene di Vicenza (?-testò il 30 aprile 1577)
- Eleonora (Laura), sposò Paolo Emilio Martinengo Signore di Urago, Orzinuovi e Roccafranca
- Prospero (1543-1614), erede e successore Marchese di Luzzara
- Marcantonio (?-1592), vescovo di Casale.

## Ascendenza
|                                             |                                              |                                                                 | Genitori                                                   |  |  | Nonni |  |  | Bisnonni                                  |  |  | Trisnonni                                  |  |
|                                             |                                              |                                                                 |                                                            |  |  |       |  |  | Ludovico III Gonzaga, marchese di Mantova |  |  | Gianfrancesco Gonzaga, marchese di Mantova |  |
|                                             |                                              |                                                                 |                                                            |  |  |       |  |  | Ludovico III Gonzaga, marchese di Mantova |  |  | Gianfrancesco Gonzaga, marchese di Mantova |  |
|                                             |                                              | Paola Malatesta                                                 |                                                            |  |  |       |  |  | Ludovico III Gonzaga, marchese di Mantova |  |  |                                            |  |
| Rodolfo Gonzaga, signore di Luzzara         |                                              |                                                                 |                                                            |  |  |       |  |  | Ludovico III Gonzaga, marchese di Mantova |  |  |                                            |  |
|                                             |                                              | Barbara di Brandeburgo-Kulmbach                                 | Giovanni, margravio di Brandeburgo-Kulmbach                |  |  |       |  |  |                                           |  |  |                                            |  |
|                                             |                                              | Barbara di Brandeburgo-Kulmbach                                 | Giovanni, margravio di Brandeburgo-Kulmbach                |  |  |       |  |  |                                           |  |  |                                            |  |
|                                             |                                              | Barbara di Brandeburgo-Kulmbach                                 | Barbara di Sassonia-Wittenberg                             |  |  |       |  |  |                                           |  |  |                                            |  |
| Gianfrancesco Gonzaga, signore di Luzzara   |                                              | Barbara di Brandeburgo-Kulmbach                                 |                                                            |  |  |       |  |  |                                           |  |  |                                            |  |
|                                             |                                              | Gianfrancesco I Pico, signore di Mirandola e conte di Concordia | Giovanni I Pico, signore di Mirandola e conte di Concordia |  |  |       |  |  |                                           |  |  |                                            |  |
|                                             |                                              | Gianfrancesco I Pico, signore di Mirandola e conte di Concordia | Giovanni I Pico, signore di Mirandola e conte di Concordia |  |  |       |  |  |                                           |  |  |                                            |  |
|                                             |                                              | Gianfrancesco I Pico, signore di Mirandola e conte di Concordia | Caterina Bevilacqua                                        |  |  |       |  |  |                                           |  |  |                                            |  |
| Caterina Pico della Mirandola               |                                              | Gianfrancesco I Pico, signore di Mirandola e conte di Concordia |                                                            |  |  |       |  |  |                                           |  |  |                                            |  |
|                                             |                                              | Giulia Boiardo                                                  | Feltrino Boiardo, conte di Scandiano                       |  |  |       |  |  |                                           |  |  |                                            |  |
|                                             |                                              | Giulia Boiardo                                                  | Feltrino Boiardo, conte di Scandiano                       |  |  |       |  |  |                                           |  |  |                                            |  |
|                                             |                                              | Giulia Boiardo                                                  | Guiduccia da Correggio                                     |  |  |       |  |  |                                           |  |  |                                            |  |
| Massimiliano Gonzaga, marchese di Luzzara   |                                              | Giulia Boiardo                                                  |                                                            |  |  |       |  |  |                                           |  |  |                                            |  |
|                                             | Pallavicino Pallavicini, marchese di Busseto | Rolando Pallavicini, marchese di Busseto                        |                                                            |  |  |       |  |  |                                           |  |  |                                            |  |
|                                             | Pallavicino Pallavicini, marchese di Busseto | Rolando Pallavicini, marchese di Busseto                        |                                                            |  |  |       |  |  |                                           |  |  |                                            |  |
|                                             | Pallavicino Pallavicini, marchese di Busseto | Caterina Scotti di Agazzano                                     |                                                            |  |  |       |  |  |                                           |  |  |                                            |  |
| Galeazzo I Pallavicino, marchese di Busseto | Pallavicino Pallavicini, marchese di Busseto |                                                                 |                                                            |  |  |       |  |  |                                           |  |  |                                            |  |
|                                             |                                              | Caterina Fieschi                                                | Carlo Fieschi                                              |  |  |       |  |  |                                           |  |  |                                            |  |
|                                             |                                              | Caterina Fieschi                                                | Carlo Fieschi                                              |  |  |       |  |  |                                           |  |  |                                            |  |
|                                             |                                              | Caterina Fieschi                                                | Caterina Ghisolfi                                          |  |  |       |  |  |                                           |  |  |                                            |  |
| Laura Pallavicino di Busseto                |                                              | Caterina Fieschi                                                |                                                            |  |  |       |  |  |                                           |  |  |                                            |  |
|                                             |                                              | Tristano Sforza, signore di Saliceto, Noceto e Lusurasco        | Francesco Sforza, duca di Milano                           |  |  |       |  |  |                                           |  |  |                                            |  |
|                                             |                                              | Tristano Sforza, signore di Saliceto, Noceto e Lusurasco        | Francesco Sforza, duca di Milano                           |  |  |       |  |  |                                           |  |  |                                            |  |
|                                             |                                              | Tristano Sforza, signore di Saliceto, Noceto e Lusurasco        | Giovanna d'Acquapendente                                   |  |  |       |  |  |                                           |  |  |                                            |  |
| Elisabetta Sforza di Saliceto               |                                              | Tristano Sforza, signore di Saliceto, Noceto e Lusurasco        |                                                            |  |  |       |  |  |                                           |  |  |                                            |  |
|                                             |                                              | …                                                               | …                                                          |  |  |       |  |  |                                           |  |  |                                            |  |
|                                             |                                              | …                                                               | …                                                          |  |  |       |  |  |                                           |  |  |                                            |  |
|                                             |                                              | …                                                               | …                                                          |  |  |       |  |  |                                           |  |  |                                            |  |
|                                             |                                              | …                                                               |                                                            |  |  |       |  |  |                                           |  |  |                                            |  |